# 小田雪窓
小田 雪窓（おだ せっそう、1901年（明治34年）11月28日 - 1966年（昭和41年）9月17日）は、大正・昭和時代の日本の臨済宗の禅僧。大徳寺506世、大徳寺派第11代管長等を歴任した。本名は小田虎蔵。雪窓は道号で、法諱は宗甫。蔵暉室と号した。

## 生涯
1901年（明治34年）に鳥取県八頭郡河原町（現在の鳥取市河原町）で生まれる。1913年、鳥取・竜峯山広徳寺の第21世住持・杉原春窓（元令）の下で得度。
1921年（大正10年）に妙心寺に掛塔、瑞巌宗碩に師事し、法嗣となる。
1947年（昭和22年）、師の瑞巌が大徳寺派9代管長・大徳寺503世に就任すると、高齢を理由に雪窓を大徳僧堂の師家代参とした。1950年（昭和25年）から僧堂師家を務め、1955年（昭和31年）には大徳寺派第11代管長に就任、1956年（昭和32年）大徳寺住持となり龍翔寺に住した。
1966年（昭和41年）死去。